# طيران موريتانيا الرحلة 625
رحلة طيران موريتانيا 625 هي رحلة طيران تحطمت فيها طائرة فوكر إف 28 فلوشيب في مطار تجكجة في موريتانيا بتاريخ 1 يوليو 1994 بسبب عاصفة رملية. حلقت الطائرة حول المطار قبل قيامها بهبوط حاد تسبب بانهيار الهيكل السفلي الأمامي من الطائرة ثم انزلاقها وتحطمها بنتوء صخري أدى إلى اشتعال النار فيها. لقي 76 من 89 راكب مصرعهم بالإضافة لطاقم الطائرة الأربعة. تعتبر هذه الحادثة هي الأسوأ لطائرة من طراز إف 28 وأسوأ حادث في موريتانيا.